# Однорукий из Спокана
«Однорукий из Спокана» (англ. A Behanding in Spokane) — черная комедия ирландского драматурга, кинорежиссёра, кинопродюсера Мартина Макдонаха, написанная в 2010 г. Первая пьеса, действие которой происходит в США (в вымышленном городе Тарлингтон, Огайо).

## Сюжет
Таинственный человек по имени Кармайкл ищет свою пропавшую левую руку в течение 27 лет. Афроамериканец Тоби и девушка Мэрилин, знают, где его отрезанный придаток, но прежде чем вернуть, они надеются получить награду, которую Кармайкл предлагает за возвращение руки. Но гостиничный портье Мервин вмешивается в процесс сделки, что влечёт за собой ряд неприятностей.

## Спектакли
Премьера первого спектакля состоялась в Театре Джеральда Шенфельда на Бродвее 15 февраля 2010 г. (в предварительных показах), официально 4 марта 2010 г. и закрылся 6 июня 2010 г. после 108 представлений.
- Пермский театр «У Моста» (реж. Сергей Федотов)[2]

- Театральный центр на Страстном (реж. Сергей Федотов)[3]
- Театр для детей и молодежи «Мастерская» (реж. Вадим Горбунов)[4]